# クモの網

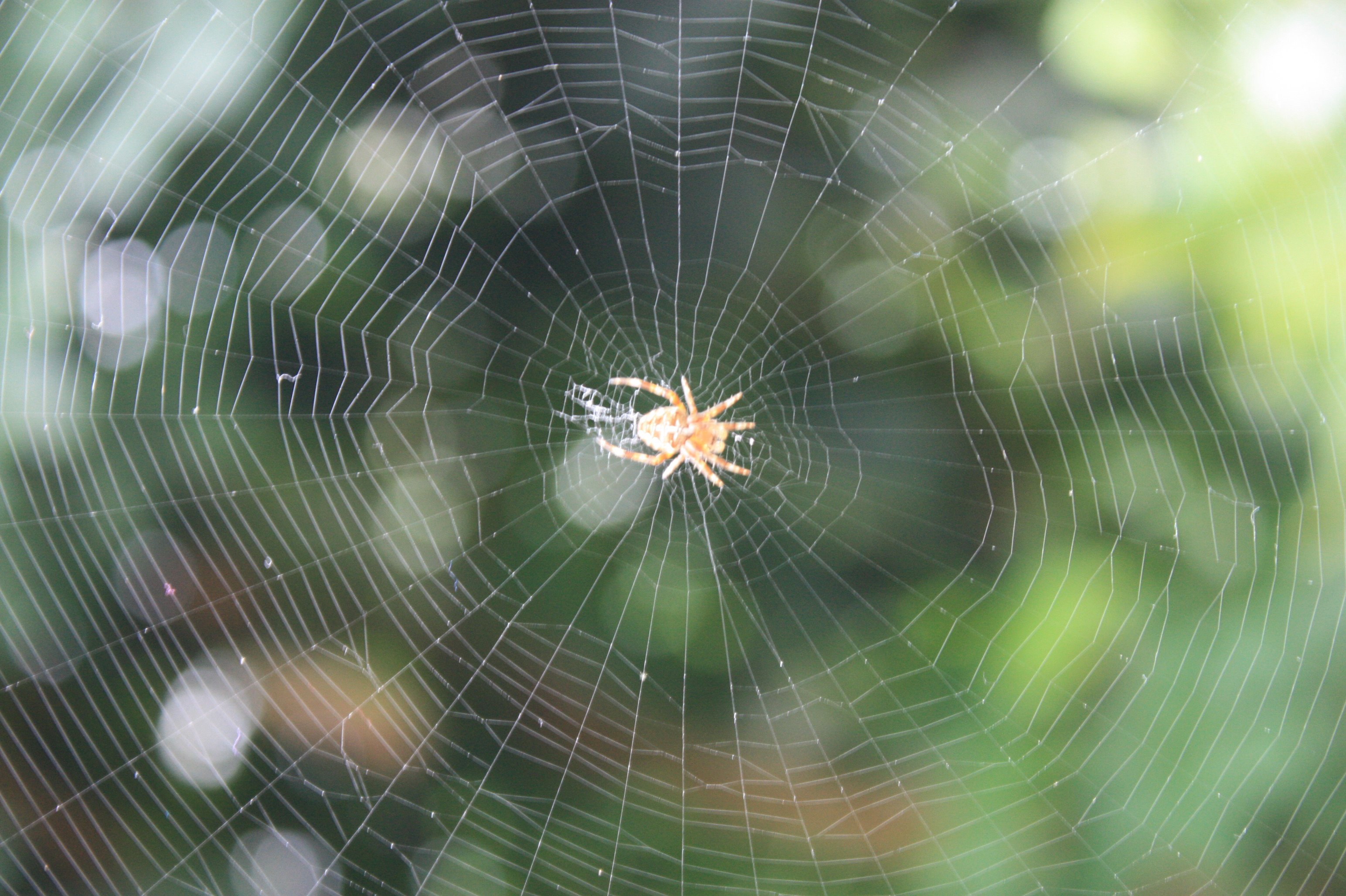
クモの網

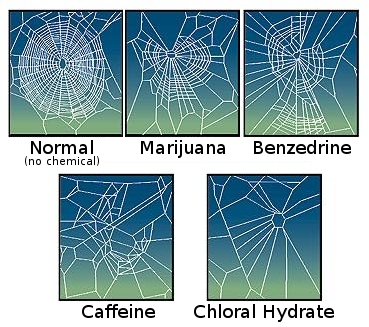
クモが向精神薬の影響を受けた場合の網の作り方

クモの網（クモのあみ）は、クモ（蜘蛛）が腹部の吐糸管から出す糸で作った網である。
獲物を捕らえるための罠であるとともに、外敵から身を守る防御の役割もある。

## 呼称
クモは広い空間に糸を張り、それを組み合わせて精巧な網目状の構造を作ることでよく知られる。これは、基本的には餌となる昆虫などの小動物をとらえるための構造で、つまり人間が魚を捕らえる網と似た働きのものである。
日本語ではこれを古くから「くもの巣」と呼び習わしてきたが、古くはまた「くもの網（くものい）」と呼ぶことも多かった。
現在では「くもの巣（クモの巣、蜘蛛の巣）」と呼ぶのが一般的である。
ただし、蜘蛛が生活の上で形成する構造物としては穴の中に作る糸で作ったトンネルや卵嚢を中において、雌グモが共にこもるテント状のものなどがあり、巣と呼ばれるべきなのはこのようなものがふさわしい。ただし、「クモの巣」と呼ばれるものの中には、実際に巣として機能するもの、網と巣がつながっているものなどがあり、厳密に網と巣を区別するのは難しい。様々な形がある。それらの形は、クモの分類群と強く結び付いており、場合によってはとても精巧な構造をしている。

## 円網

円網(Orb web)の張り方

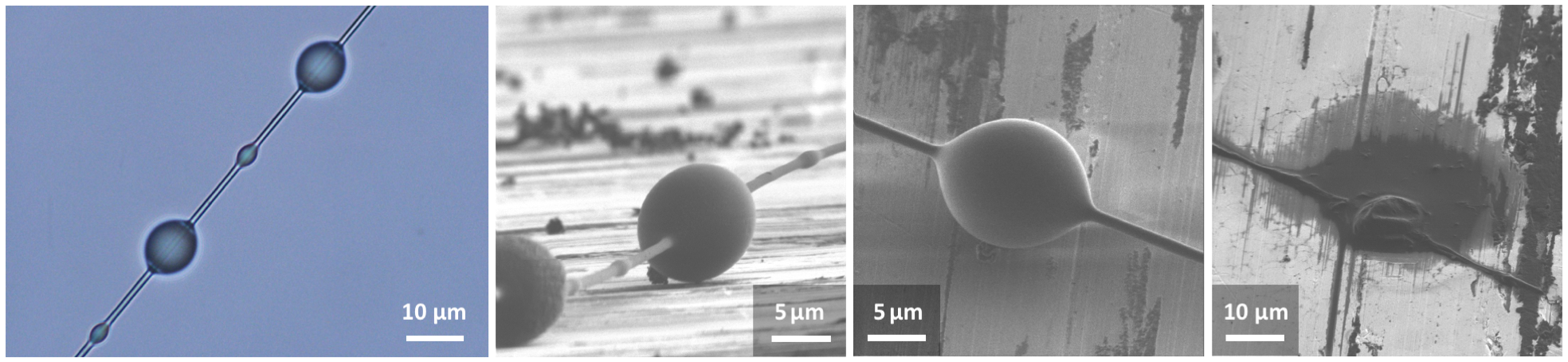
粘着性のある糸の拡大写真。粘球が並んでいるのがわかる。

一般にクモの網として想像されるのは、おそらく、中央から放射状に引かれた糸に、同心円状に細かく糸が張られたものであろう。このような構造の網を円網（えんもう）と呼び、主としてコガネグモ科・アシナガグモ科とウズグモ科などのものが張る網である。

### 網の構造
中心から放射状に張られた糸を縦糸（たていと）、縦糸に対して直角に、同心円状に張られた糸を横糸（よこいと）という。横糸は実際には同心円ではなく、螺旋状に張られている。網の中心付近には横糸がなく、縦糸の交わるところには縦横に糸のからんだ中心部を「こしき」という。クモが網にいる場合には、普通ここに居場所を定めている。巣を固定する付着盤と係留糸、網の外側には縦糸を張る枠にあたる枠糸（わくいと）がある。
網の中で粘り気があるのは横糸だけである。横糸をよく見ると、数珠のように粘球が並んでいるのがわかる。横糸は螺旋状に張られているが、普通網の下側の方が数が多い。これは、網の下側では一部が螺旋ではなく、往復で張られているからである。

円網の構造、クモの糸の構造[3]

### 網の張り方

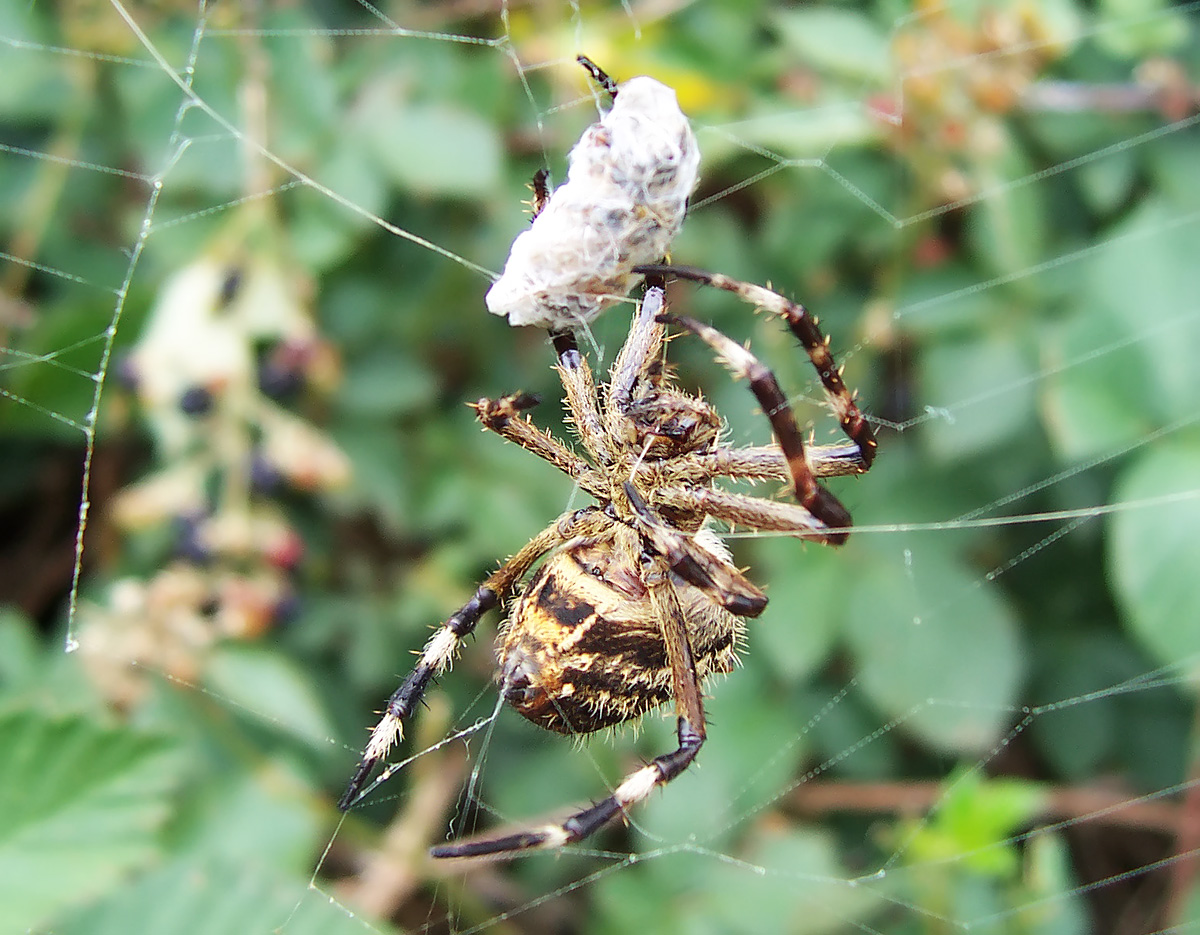
餌を捕らえたクモ

網を張るには、まず枠糸を張らなければならない。普通、クモは出糸突起から糸を出し、それを風に乗せて飛ばし、向こう側に引っ掛かると、その糸の上を往復して糸を強化することで枠を作る。そのため、川の流れを越えて網を張ることができるものもいる。次に、枠の内側に縦糸を張る。縦糸を張り終えると、中心から外側に向けて、螺旋状に粗く糸を張る。これは、横糸ではなく、後に横糸を張る時の足場であるという意味で、足場糸（あしばいと）と呼ばれる。足場糸が引き終わると、今度は外側から内側へと横糸を引き始める。横糸を張る時、クモは縦糸に出糸突起をつけて糸をくっつけると、中心に向かって進み、足場糸にさわると外側へ針路を変更し、次の縦糸に糸をくっつけるという動作を繰り返す。足場糸が横糸を張る邪魔になると、その足場糸は切る。最終的にはすべての足場糸は切り捨てられ、細かく横糸が張られて完成する。普通の円網では、完成まで1時間とかからない。

### 網のたたみ方

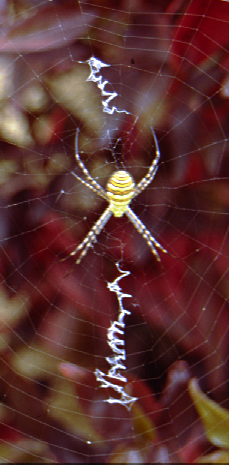
隠れ帯(白帯)

オニグモの仲間では、夜間だけ網をはるものが多い。夕方に網を張り、明け方には片付けてしまう。この時、網を張る手順のほぼ逆の手順で、規則正しく網をかたづける。枠だけは残しておいて、次回も使う場合もある。
片付けた網はどうするかについて、ファーブルは、それを食べてしまう、とする観察を残した。後にそれは疑問視され、網を壊して団子にするが、それを弾き飛ばして捨ててしまうとの観察も出された。

### 網の特徴
コガネグモの場合、常に円網の中心に陣取っているが、アオオニグモなどでは円網の枠糸の端に葉を丸めて巣を作り、その中に潜んでいる。これは網と巣が別個に作られる例である。
コガネグモの仲間は、網にジグザグやX状に糸でできた白い帯をつけることが多い。これをクモの姿を隠す働きがあるとして、隠れ帯というが、そのような効果があるかどうかは定かではない。そのため、白帯（はくたい）という呼び方もある。
一部のオニグモ類では、網のたいてい上側に、縦糸3本分の横糸のない空白を作るものがある。このような網は、横糸をはる時に往復運動だけで作られるもので、このような網をキレ網という。
コガネグモ科のクモは、たいてい円網を地面に垂直に張るが、アシナガグモ科のものは水平にはるものが多い。また、この類では網の中心のクモの止まる位置を食い破って穴を作るので、無こしき網と呼ばれる。

### 無重力状態での巣作り
2011年、国際宇宙ステーション（ISS）のSTS-134ミッションで打ち上げられたアメリカジョロウグモに巣を作らせる実験が行われた。地上では中心が上に寄った巣が作られるが、無重力状態ではより対称性を持った巣が作られた。また、光の有無によっても対称性が異なり、光の指す方向に中心が寄る。さらにクモは光とは逆方向に向く。暗がりでは、クモはランダムな方向を向き、地上に比べ横糸の間隔の規則性が低くなる。

## 変形した型

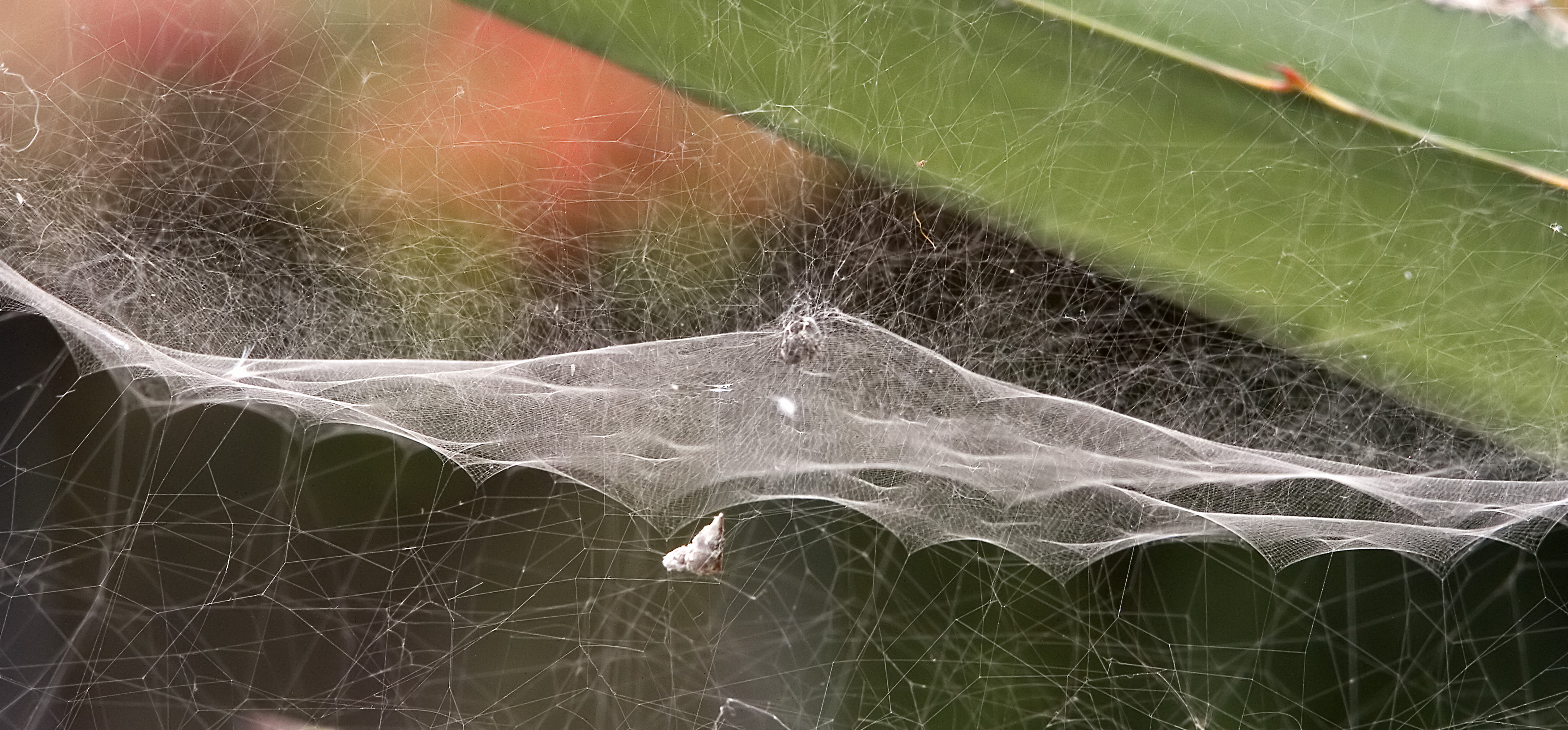
スズミグモ属のオワレスズミグモの巣

円網から変形したものも様々である。代表的なものをあげる。
- ジョロウグモの網は足場糸を残し、縦糸が分枝し、その前後に補助の網がつく。また、前後に小さな網を持ち、全体が立体的になっている。
- オウギグモは丸網の中央から数本分の縦糸分だけが残った扇形の網を張る。横糸のある区画の反対側にもう1本の糸が引かれ、そこにクモは止まっている。
- スズミグモ属（英語版）のものは立体的な枠糸に支持されたシートを持つ網を作る。一見ではサラグモ科のものに似るが、シートの部分は円網と同じような格子の網目になっており、円網の変形と考えられる。ただし粘球のある横糸はない。
- ヨリメグモ科などのものは、基本的には円網だが、縦糸を平面でなく立体的に張るため、一見では不規則網のように見える。

## その他の網
クモの張る網の形には他にもさまざまなものがある。代表的なものをあげる。

### 棚網
クサグモなど、タナグモ科のものがはる網がその代表である。縦横に張り合わせた糸によるシートが作られ、全体としてちり取りのような形になり、その奥に通路が続いている。クモはシートの上に乗った姿勢で走り回る。
クモはこの通路を巣として、網に虫がかかると飛び出してくる。敵がくると通路の奥から外に逃げ出す。ヤチグモ類ではこのような網を地面に作り、巣穴は地中のトンネルに続く。
ジョウゴグモなどの網もそれにやや似ていて、棚のような構造がはっきりしないものである。時にジョウゴ網とも言われる。クロガケジグモなどの網も巣穴とその入り口の膜状の網という構成は似ている。網の部分が丸網の縦糸と横糸のような構造となっており、すき間だらけであるので、ボロ網と呼ばれる。

### 不規則網

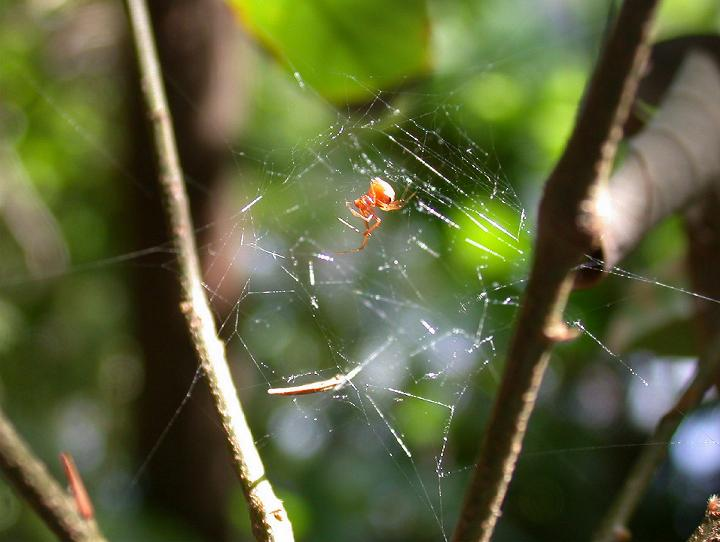
カゴ網（ヒメグモ幼体）

ヒメグモ科・ユウレイグモ科などの張る網である。カゴ網とも言う。全体に構造のはっきりしない、カゴのように粗く糸を張り合わせたような形の網である。クモはたいていその中央付近に下向きにぶら下がる。
全く粘着部分を持たない例もあり、糸の一部に粘液があって、虫を捕らえるものもある。人家周辺に普通なオオヒメグモの網では、糸が地表に接する部分に粘液があり、地表を歩く昆虫がそれに引っ掛かると、粘り着いた糸が地表で切れ、虫は空中に吊り上げられる。
ヒメグモはカゴ状の網の中にシートを作るので、皿網に似る。このクモの場合、クモはシートの上のカゴ状の部分にいる。

### 皿網

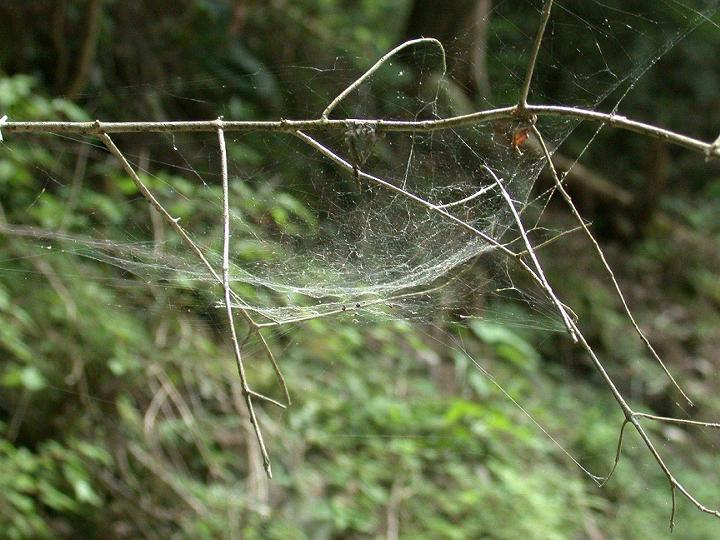
皿網・受け皿タイプ（クスミサラグモ）

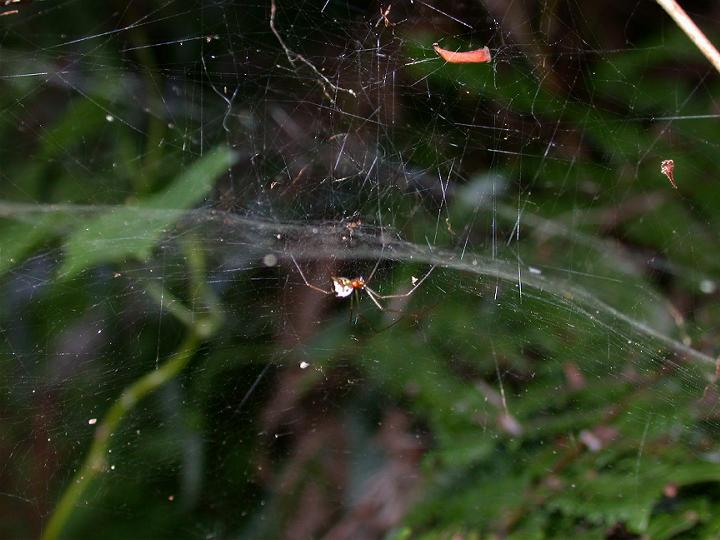
皿網・伏せ皿タイプ（ユノハマサラグモ）

サラグモ科類の網で、糸を縦横に重ねた薄い膜状の網と、それを支える上下に張られた糸からなる。膜状部が皿を伏せたような伏せ皿型のもの、下向きにくぼんだ受け皿型のもの、ほぼ水平に広がるシート状のものなどがある。多くの場合、クモは膜状部の中央で、下側にぶら下がっている。

### すじ網
数本の糸を引っ張っただけの網である。マネキグモの場合、それらの糸の一部に粘液があって、昆虫がそこにくっつく。オナガグモの網には粘液はなく、たまたまそれをたどってやってくる他のクモを捕らえる。

## 網の進化
クモの網の進化についてはわかっていないことが多い。ただ、円網のような規則的で複雑な構造がすぐにできあがるとは思えないことから、いかにして円網が完成したか、と言う議論がなされている。
原始的なクモ類であるハラフシグモ亜目（キムラグモ）のもの、およびクモ亜目トタテグモ下目（トタテグモ・ジグモなど）のものは、ほとんどが地下に穴を掘って生活している。巣穴の入り口に糸で作った扉を持つものが多いが、入り口からその周辺の地上に糸を放射状に引くものがある。これに触れた小動物の動きが巣に伝わる事で、獲物を感知し、クモは穴から出て攻撃する。さらに穴の口からより多くの糸を伸ばしてシート状にするものもある（ジョウゴグモ科など）。したがって、このような形が網の起源と考えられる。
ここから先の変遷については、分類体系が近年大きく変動していることもあって、定説はない。古典的な議論では、以下のような過程が考えられている。
上記のジョウゴグモ類のジョウゴ網をそのままより高い位置に移せば、タナグモ科などの棚網に移行する。この、棚網の持つ水平のシートがより発展するとサラグモ科の皿網となる。サラグモ類のシートは粘性がない糸を不規則に重ねたものだが、これが格子状に整えられたものがスズミグモ属の網で、これが平面になり、粘性を持つ横糸を張ると、円網が完成する。
また、糸疣に篩板を持つ群は別の系統と考えられていたから、この群における円網の進化の過程も別個に考えられている。それによると、イワガネグモ科に見られるような、トンネルの入り口に不規則に糸を張り、そこに篩板類特有の粘着する糸を張ったものから、ガケジグモなどに見られるようなぼろ網が発展する。このような網では巣穴の口から引かれた糸の間に粘着する糸が沿うようにあったり、2本の糸の間にジグザグに張られたりと、一部ながら格子型の糸の配置がある。このような部分が放射状に整いながら、トンネル状の巣穴がなくなることでウズグモ科の円網が出来る。
しかしながら、現在では篩板を持つ群がそうでない群と独立した系統だとする説が否定されることが多い。それに、スズミグモ属は典型的な円網を張るコガネグモ属と姉妹群をなすとされ、そこからも上記の説はなじみがたい。

## 系統との関連
網を張るクモでは、それが張る網の型と、その種の属する分類群との関連は、非常に強い。例えば、コガネグモ科やアシナガグモ科のものは円網を張り、ヒメグモ科は不規則網、サラグモ科は皿網を張る。もちろん例外は多々あり、たとえばコガネグモ科においてもツキジグモ属のものは三角網を張り、ナゲナワグモは投げ縄で捕虫し、カナエグモ属は網を張らない。しかし、三角網は丸網の一部が残った型と見ることができ、投げ縄もそこからの発展として理解することが可能である。それに対して、異なった型の網である皿網や不規則網を張るものは、コガネグモ科には存在しない。
網の張り方がわからないままに分類されていて、そのクモの網が発見されたために、分類上の位置を変更された例が多々ある。たとえば、キヌキリグモは当初は網が知られないままにアシナガグモ科に所属させてあったが、シート網を張ることがわかったのでサラグモ科に移された。新海は、コガネグモ上科について、網の構造や造網行動などを「クモ自身が明確にその存在位置を示している証拠」であると述べているが、これほど極端ではないにせよ、網の構造が系統と大きなつながりをもつことは広く認められている。

## 人間による利用

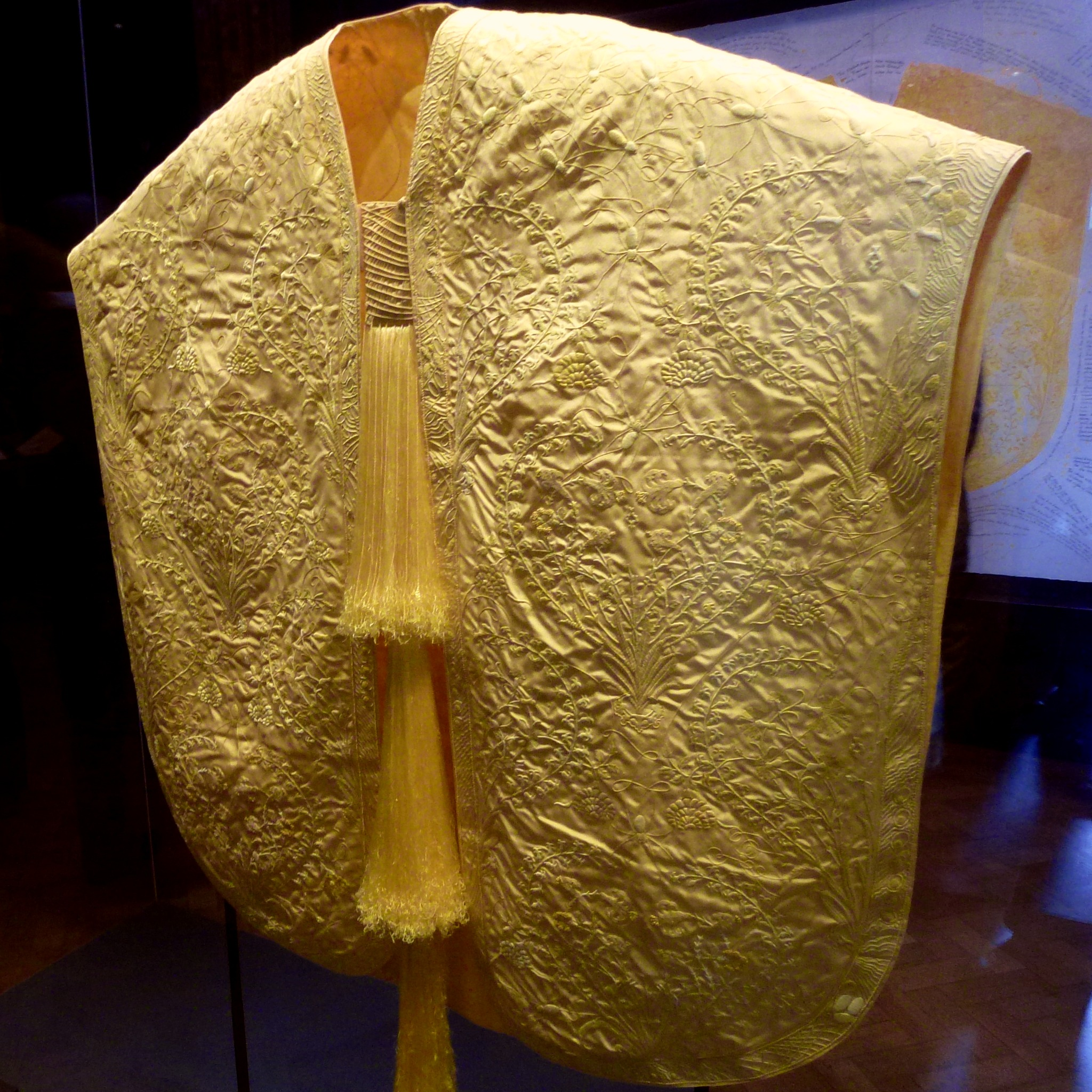
クモの糸から作られたケープ

クモの巣を集めキャンバスとした絵画コブウェブ・ペインティングというものがある。
古代ギリシア時代から、出血を止める効果があるとされ傷口に刷り込まれ、医療技術では創傷被覆材としての有用性が確認されている。